# Velu Thampi Dalawa
 (décembre 2020).
Velu Thampi Dalawa (1765–1809) est un Dalawa, sorte de premier ministre, du royaume de Travancore de 1802 à 1809. Il est célèbre pour avoir mené une révolte contre la Compagnie anglaise des Indes orientales.